# Sukamahi (Megamendung)
Sukamahi is een bestuurslaag in het regentschap Bogor van de provincie West-Java, Indonesië. Sukamahi telt 8872 inwoners (volkstelling 2010).